# 水島一也
水島 一也（みずしま かずや、1930年11月12日 - 2017年10月31日）は、日本の経営学者。保険・リスクマネジメントの研究者。学位は、商学博士（神戸大学・1965年）。神戸大学名誉教授。元保険審議会会長。作家で精神科医の加賀乙彦は、名古屋陸軍幼年学校時代の1年先輩。旧東京府（現東京都）生まれ。

## 略歴
- 1943年4月 東京府立十中（現東京都立西高等学校）入学。
- 1944年3月 同校1学年修了。同年4月、名古屋陸軍幼年学校入校（いわゆる「一修生徒」）。
- 1945年10月 GHQの指令により同校廃校と共に千葉県立佐倉中学校(現千葉県立佐倉高等学校）編入学。
- 1948年4月 東京商科大学予科入学。
- 1953年
  - 3月 一橋大学商学部を新制大学の第1期生として卒業。
  - 4月 神戸大学経営学部文部教官助手任官(保険論講座)。
- 1958年4月 神戸大学経営学部助教授昇任。
- 1961年9月 ドイツ連邦共和国文部省所管・アレクサンダー・フォン・フンボルト財団の奨学生として、ケルン大学保険学研究所長・Paul Braess博士の研究室に留学（1962年9月迄）。
- 1965年3月  学位請求論文「近代保険の生成と展開」に対し、新制・神戸大学より、最初の商学博士の学位を授与される。
- 1969年4月 神戸大学 教授昇任。
- 1986年4月 神戸大学経営学部長・大学院経営学研究科長歴任(1988年3月迄)。
- 1994年
  - 3月 神戸大学停年退官。
  - 4月 神戸大学名誉教授の称号を得る。同3月 流通科学大学商学部教授就任（2001年3月迄）。
- 1996年10月 大蔵大臣の諮問機関・保険審議会会長就任（1998年6月迄）。
- 2009年11月瑞宝中綬章を受ける。

大学院門下生として、高尾厚、岡田太志、李潤浩、許碩芬、金基辰がいる。

## 主な著書
- 『近代保険論』（千倉書房)単著。
- 『現代保険経済』第8版（千倉書房）単著。
- 『生活設計』（千倉書房）単著。
- 『保険文化 ― リスクと日本人 -（保険学シリーズ）』（千倉書房）共著（水島一也、酒井泰弘、真継伸彦、高尾厚、今井薫、田村祐一郎、森宮康）。
- 『保険の競争理論』（千倉書房）単著。
- 『生活保障システムと生命保険産業（保険学シリーズ）』（千倉書房）編著。
- 『保険の販売理論（保険学シリーズ）』（千倉書房）共訳（水島一也、鈴木馨）。
- 『近代保険の生成（保険学シリーズ）』（千倉書房）単著。

## 関連図書
- 『現代保険学の展開』水島一也博士還暦記念論集（千倉書房,1990年）
- 『保険制度の新潮流』水島一也博士喜寿記念論集（千倉書房,2008年）